# Староашировська сільська рада
Староаши́ровська сільська рада (рос. Староашировский сельский совет) — сільське поселення у складі Матвієвського району Оренбурзької області Росії.
Адміністративний центр та єдиний населений пункт — село Староаширово.

## Населення
Населення — 644 особи (2019; 733 в 2010, 820 у 2002).